# Def Jam Fight for NY: The Takeover
Def Jam Fight for NY: The Takeover es un juego de lucha para la consola portable PlayStation Portable. El juego es un porteo de Def Jam: Fight for NY. Además de casi todas las características que se observan en el juego original, The Takeover incluye nuevos movimientos, cuatro lugares nuevos, y 68 personajes jugables.

## Historia
La historia del juego es una precuela a los eventos de Def Jam Vendetta . Sin embargo, el juego utiliza muchas de las mismas situaciones y personajes de Fight for NY , que es el segundo juego de la serie, cronológicamente.
El jugador aún juega con un gánster sin nombre traído al mundo subterráneo de la lucha callejera después de rescatar a uno de los personajes del juego a partir de problemas con la policía. Sin embargo, en lugar de que D-Mob sea liberado de la custodia policial, como en Fight For New York , es el artista de tatuajes Manny quien se salva de los agentes de policía corruptos. Manny te lleva a OG, su "mentor", que te instruye en cómo luchar para ganar el control de (asumir) los Cinco Bouroughs de New York City . Finalmente, OG es asesinado a manos de Crow, dejando a D-Mob intervenir y reclutarte como su principal luchador. En última instancia, se revela que D-Mob te estaba utilizando para hacerse cargo de los Cinco Bouroughs, el control subterráneo de Nueva York, y que este iba a dejar que te capturen, lo que lleva a la policía hacia tu paradero exacto. Después de derrotar a D-Mob en la batalla final de la historia, una pelea uno contra uno en la estación de metro de la calle 125 , decides dejar la escena de la pelea subterránea para siempre. Es seguro decir que, puesto que se trata de una precuela, D-Mob se recupera de la lucha y, sin que nadie en Nueva York pueda detenerlo, construye su imperio que es visto  en Vendetta .
La Creación de personajes sigue siendo la misma que Fight For New York . No se puede crear un personaje femenino, aunque aún crearas tu personaje con el mismo sistema de dibujo policía-artista . Una novedad es la elección de la ciudad de tu personaje a cada  uno de los Cinco Bouroughs de Nueva York. A partir de ahí, el juego fluye de manera similar a Fight For New York , que ofrece muchas de las mismas arenas de combate y las tiendas con las que mejorar la ropa de tu personaje, joyas, pelo, y estadísticas.
La historia ya no es contada a través de escenas completamente expresadas. Para la toma de posesión , la historia avanza a través de mensajes de texto recibidos en su carácter de Sidekick .
Además, ya que el juego usa muchos de los activos gráficos vistos en 2004 de Fight For New York, no se reflejan los cambios físicos observados en algunas de las celebridades que aparecen en el juego. Busta Rhymes , en el papel de Magic, todavía tiene su dreadlock peinado, que cortó a finales de 2005. Además, Ludacris todavía tiene su cornrow peinado, que iba a cortar en el verano de 2006.
naje de entre un grupo de cinco estilos de lucha diferentes:
Kickboxing
Street Fighting
Artes Marciales
Lucha
Sumisión

## Cambios de características en la versión original deDef Jam: Fight For New York
Algunas nuevas características se han añadido a motor de lucha. Antes de las peleas, los personajes pueden ser capaces de golpear o de otro modo afectar a su oponente antes de la pelea comienza en realidad, dándoles un problema de salud leve, arma, o ventaja posición desde el principio. Además, una nueva maniobra de montaje se ha añadido, que permite al jugador para montar oponentes caídos y golpearlos mientras yacen en el suelo. El jugador también tiene la capacidad de ejecutar una presentación de esta posición si el estilo de presentación que se aprendió. Para contrarrestar el abuso de esta maniobra, el jugador toma de tierra puede echar tierra en los ojos opositores, temporalmente impresionante. Una reversión, provocando un cambio en la posición, también es posible. Además, con un movimiento final (por ejemplo, un movimiento Blazin ') puede noquear a un oponente, si llega a Danger antes del golpe final.
- Datos: Q3021170